# Soviet, en avant !
Soviet, en avant ! (Шагай, Совет!, Shagay, Sovet!) est un film soviétique réalisé par Dziga Vertov en 1926. Il est considéré comme le premier vrai film de propagande commandé par le Kremlin en vue de montrer les travaux du Mossoviet de la capitale mais son réalisateur préféra filmer le quotidien des travailleurs sous les directives du Parti Communiste.

## Synopsis
Enquête sur les progrès réalisés par la Russie soviétique en particulier sur la modernisation de Moscou.

## Fiche technique
- Titre : Soviet, en avant !
- Titre original : Шагай, Совет! (Shagay, Sovet!)
- Réalisation : Dziga Vertov
- Opérateur : Mikhaïl Kaufman
- Sociétés de production : Goskino
- Distribution : Lobster Films
- Durée : 68 minutes
- Pays d'origine : URSS
- Format : Noir et blanc
- Genre : Film de propagande
- Dates de sortie : 23 juillet 1926